# Pastviště u Fínů
Pastviště u Fínů este o arie protejată (arie specială de conservare — SAC, sit de importanță comunitară — SCI) din Republica Cehă întinsă pe o suprafață de 11,45 ha, integral pe uscat.

## Localizare
Centrul sitului Pastviště u Fínů este situat la coordonatele 49°12′36″N 13°34′17″E / 49.21°N 13.571389°E.

## Înființare
Situl Pastviště u Fínů a fost declarat sit de importanță comunitară în aprilie 2005 pentru a proteja 1 specie de plante. Situl a fost protejat și ca arie specială de conservare în martie 2017.

## Biodiversitate
Situată în ecoregiunea continentală, aria protejată conține 1 habitat natural: Formațiuni ierboase bogate în specii de Nardus, dezvoltate pe substraturi silicioase în zone montane (și în zone submontane, în Europa continentală).
La baza desemnării sitului se află o specie protejată de  plante: Gentianella bohemica.